# Neopromachus bolivari
Neopromachus bolivari är en insektsart som först beskrevs av Brunner von Wattenwyl 1907.  Neopromachus bolivari ingår i släktet Neopromachus och familjen Phasmatidae. Inga underarter finns listade i Catalogue of Life.